# Jon McLaughlin (piłkarz)
Jonathan Peter „Jon” McLaughlin (ur. 9 września 1987 w Edynburgu) – szkocki piłkarz, występujący na pozycji bramkarza w szkockim klubie Rangers F.C. oraz reprezentacji Szkocji.

## Kariera klubowa

### Statystyki
| Klub                | Sezon            | Liga                 | Liga | Liga | Puchar | Puchar | Puchar Ligi | Puchar Ligi | Pozostałe | Pozostałe | Razem | Razem |
| Klub                | Sezon            | Liga                 | Wyst | Gole | Wyst   | Gole   | Wyst        | Gole        | Wyst      | Gole      | Wyst  | Gole  |
| ------------------- | ---------------- | -------------------- | ---- | ---- | ------ | ------ | ----------- | ----------- | --------- | --------- | ----- | ----- |
| Harrogate Town      | 2007/08          | Conference North     | 21   | 0    | –      | –      | –           | –           | –         | –         | 21    | 0     |
| Bradford City       | 2008/09          | League Two           | 1    | 0    | 0      | 0      | 0           | 0           | 0         | 0         | 1     | 0     |
| Bradford City       | 2009/10          | League Two           | 7    | 0    | 0      | 0      | 0           | 0           | 0         | 0         | 7     | 0     |
| Bradford City       | 2010/11          | League Two           | 25   | 0    | 0      | 0      | 2           | 0           | 1         | 0         | 28    | 0     |
| Bradford City       | 2011/12          | League Two           | 23   | 0    | 3      | 0      | 0           | 0           | 2         | 0         | 28    | 0     |
| Bradford City       | 2012/13          | League Two           | 23   | 0    | 2      | 0      | 2           | 0           | 6         | 0         | 33    | 0     |
| Bradford City       | 2013/14          | League One           | 46   | 0    | 1      | 0      | 1           | 0           | 0         | 0         | 48    | 0     |
| Bradford City       | Razem            | Razem                | 125  | 0    | 6      | 0      | 5           | 0           | 9         | 0         | 145   | 0     |
| Burton Albion       | 2014/15          | League Two           | 45   | 0    | 0      | 0      | 3           | 0           | 0         | 0         | 48    | 0     |
| Burton Albion       | 2015/16          | League One           | 45   | 0    | 0      | 0      | 0           | 0           | 0         | 0         | 45    | 0     |
| Burton Albion       | 2016/17          | Championship         | 43   | 0    | 1      | 0      | 1           | 0           | –         | –         | 45    | 0     |
| Burton Albion       | Razem            | Razem                | 133  | 0    | 1      | 0      | 4           | 0           | 0         | 0         | 138   | 0     |
| Heart of Midlothian | 2017/18          | Scottish Premiership | 33   | 0    | 3      | 0      | –           | –           | –         | –         | 36    | 0     |
| Sunderland          | 2018/19          | League One           | 46   | 0    | 3      | 0      | 1           | 0           | 5         | 0         | 55    | 0     |
| Sunderland          | 2019/20          | League One           | 30   | 0    | 1      | 0      | 1           | 0           | 1         | 0         | 33    | 0     |
| Sunderland          | Razem            | Razem                | 76   | 0    | 4      | 0      | 2           | 0           | 6         | 0         | 88    | 0     |
| Razem w karierze    | Razem w karierze | Razem w karierze     | 388  | 0    | 14     | 0      | 11          | 0           | 15        | 0         | 428   | 0     |